# 11 avril en sport
11 mars 11 mai
Chronologies thématiques
- Croisades
- Ferroviaires
- Disney

Le 11 avril (101e jour de l'année ou 102e en cas d'année bissextile) en sport.

## Événements

### XIXesiècle
- 1885 :
  - (Football) : à Belfast, le Pays de Galles s'impose face à l'Irlande 8-2. l'Écosse remporte la 2e édition du tournoi mettant aux prises les quatre associations britanniques.

### XXesièclede1901à1950
- 1947 :
  - (Baseball) : Jackie Robinson est le premier noir américain à jouer un match dans la ligue professionnelle de baseball aux États-Unis.

### XXesièclede1951à2000
- 1977 :
  - (Rallye automobile) : arrivée du Rallye Safari.
- 1993 :
  - (Formule 1) : au Grand Prix automobile d'Europe qui a eu lieu sur le circuit de Donington Park en Angleterre victoire d'Ayrton Senna avec une McLaren-Ford.
- 1999 :
  - (Formule 1) : au Grand Prix automobile du Brésil qui a eu lieu sur le circuit d'Interlagos à São Paulo victoire de Mika Häkkinen avec une McLaren-Mercedes.

### XXIesiècle
- 2001 :
  - (Football) : plus large victoire de l'histoire du football : Australie-Samoa américaines 31-0.
- 2006 :
  - (Hockey sur glace) : Luc Robitaille, âgé de 40 ans, prend sa retraite de la Ligue nationale de hockey, alors qu'il jouait pour les Kings de Los Angeles.
- 2008 :
  - (Cyclisme) : à l'issue de la 4e et dernière étape, remportée par l'Argentin Maximiliano Richeze (CSF Group Naigare), le Français Thomas Voeckler remporte, pour sa première participation à l'épreuve, le Circuit de la Sarthe. Il s'agit de sa 10e victoire professionnelle.
- 2015 :
  - (Aviron) : The Boat Race entre les équipes universitaires d'Oxford et de Cambridge. Oxford s'impose[1].
  - (Football) : pas beaucoup de suspense en finale de la Coupe de la Ligue, au Stade de France. Face à des Bastiais vite réduits à 10, Paris s'est facilement imposé (4-0), avec des doublés de Zlatan Ibrahimović et d'Edinson Cavani. C'est le premier titre en 2015 du PSG, encore en course dans trois autres compétitions.
- 2017 :
  - (Football /Ligue des champions) : trois charges explosives ont détoné près du bus des joueurs de Dortmund, avant le quart de finale de Ligue des champions contre Monaco où des vitres ont volé en éclats, blessant le joueur espagnol Marc Bartra. Le match est reporté au lendemain, à 18h45[2].

## Naissances

### XIXesiècle
- 1856 :
  - Arthur Shrewsbury, joueur de cricket britannique. 23 sélections en test cricket, († 19 mai 1903 à 47 ans).
- 1871 :
  - Gyula Kellner, athlète de fond hongrois. Médaillé de bronze du marathon aux Jeux d'Athènes 1896, († 28 juillet 1940 à 69 ans).
- 1884 :
  - Paul Voyeux, footballeur français. Une sélection en équipe de France), († ? mai 1968 à 84 ans).

### XXesièclede1901à1950
- 1908 :
  - Dan Maskell, joueur de tennis puis entraîneur et journaliste britannique, († 10 décembre 1992 à 84 ans).
- 1917 :
  - Danny Gallivan, commentateur de hockey sur glace canadien, († 24 février 1993 à 76 ans).
- 1925 :
  - Yuriy Lituyev, athlète de haies soviétique puis russe, médaillé d'argent du 400 m haies aux Jeux d'Helsinki 1952, champion d'Europe d'athlétisme du 400 m haies 1958, († 2 mars 2000 à 74 ans).
- 1926 :
  - Ernest Chapman, rameur australien, médaillé de bronze du huit aux Jeux d'Helsinki 1952, († 21 mars 2013 à 86 ans).
  - Pete Lovely, pilote de course automobile américain. († 15 mai 2011 à 59 ans).
- 1934 :
  - Raymond Barthelmebs, footballeur français, († 12 octobre 2011 à 77 ans).
- 1940 :
  - Władysław Komar, athlète de lancers polonais, champion olympique du poids aux Jeux de Munich 1972, († 17 août 1998 à 58 ans).
- 1948 :
  - Marcello Lippi, footballeur puis entraîneur italien, vainqueur de la Ligue des champions 1996, sélectionneur de l'équipe d'Italie de 2004 à 2006 et de 2008 à 2010 qui est championne du monde de football 2006.
- 1949 :
  - Jean-Pierre Bastiat, joueur de rugby français, vainqueur du Tournoi des Cinq Nations 1970 et du Grand chelem 1977. (32 sélections en équipe de France). († 2 février 2021).

### XXesièclede1951à2000
- 1951 :
  - John Horton, joueur de rugby anglais. Vainqueur du Grand chelem 1980, 13 sélections en équipe nationale.
- 1955 :
  - Micheal Ray Richardson, basketteur puis entraîneur américain puis italien.
- 1956 :
  - Gene Mayer, joueur de tennis américain. Vainqueur de la Coupe Davis 1982.
- 1957 :
  - Richard Sévigny, hockeyeur sur glace puis entraîneur canadien.
- 1959 :
  - Pierre Lacroix, hockeyeur sur glace canado-français.
- 1963 :
  - Karen Briggs, judokate britannique. Championne du monde de judo des -48 kg 1982, 1984, 1986 et 1989.
  - Elizabeth Smylie, joueuse de tennis australienne. Médaillée de bronze en double aux Jeux de Séoul 1988.
  - Jörg Woithe, nageur est-allemand puis allemand. Champion olympique du 100 m nage libre et médaillé d'argent du relais 4 × 200 m nage libre aux Jeux de Moscou 1980, champion du monde de natation du 100 m nage libre 1982.
- 1964 :
  - Penny Barg, joueuse de tennis américaine.
  - Bret Saberhagen, joueur de baseball américain.
  - Patrick Sang, athlète de haies kényan. Médaillé d'argent du 3 000 m steeple aux Jeux de Barcelone 1992.
- 1967 :
  - Pablo Albano, joueur de tennis argentin.
- 1969 :
  - Michael von Grünigen, skieur alpin suisse. Médaillé de bronze du géant aux Jeux de Nagano 1998, champion du monde de ski alpin du géant 1997 et 2001.
- 1970 :
  - Trevor Linden, hockeyeur sur glace canadien.
- 1972 :
  - Jason Varitek, joueur de baseball américain.
- 1973 :
  - Jérôme Bonnissel, footballeur français.
  - Olivier Magne, joueur de rugby puis entraîneur et consultant TV français. Vainqueur des Grands chelems 1997, 1998, 2002 et 2004 ainsi que du Tournoi des Six Nations 2006, 90 sélections en équipe de France, sélectionneur de l'équipe de Grèce de 2009 à 2010.
- 1974 :
  - Àlex Corretja, joueur de tennis espagnol. Médaillé de bronze en double aux Jeux de Sydney 2000, vainqueur de la Coupe Davis 2000.
  - Franck Renier, cycliste sur route français.
- 1975 :
  - Patrick Simon, pilote de course automobile allemand.
- 1976 :
  - Stéphane François, footballeur puis joueur de beach soccer et entraîneur français. Champion du monde de football de plage 2005, 183 sélections en équipe de France de beach soccer, sélectionneur de l'équipe de France de beach soccer depuis 2001.
- 1978 :
  - Ben Clymer, hockeyeur sur glace américain.
  - David Ducourtioux, footballeur français.
  - Josh Hancock, joueur de baseball américain, († 29 avril 2007 à 29 ans).
- 1979 :
  - Thabang Molefe, footballeur sud-africain, 20 sélections en équipe nationale.
- 1980 :
  - Przemysław Niemiec, cycliste sur route polonais. Vainqueur du Tour de Slovénie 2005.
  - Keiji Tamada, footballeur japonais. Champion d'Asie de football 2004, 72 sélections en équipe nationale.
- 1981 :
  - Alexandre Burrows, hockeyeur sur glace canadien.
  - Luis Flores, basketteur dominicain.
- 1983 :
  - Jennifer Heil, skieuse acrobatique canadienne. Championne olympique des bosses aux Jeux de Turin 2006, médaillée d'argent des bosses aux Jeux de Vancouver 2010, championne du monde de ski acrobatique des bosses en parallèle 2005 et 2007 et championne du monde de ski acrobatique des bosses et des bosses en parallèle 2011.
  - Nicky Pastorelli, pilote de course automobile néerlandais.
- 1984 :
  - Hernán Barcos, footballeur argentin.
  - Brice Etès, athlète de demi-fond monégasque.
  - Nikola Karabatic, handballeur franco-serbe. Champion olympique aux Jeux de Pékin 2008 et aux Jeux de Londres 2012 et aux champion olympique aux Jeux de Tokyo 2020, médaillé d'argent aux Jeux de Rio 2016. Champion du monde masculin de handball 2009, 2011, 2015 et 2017 puis médaillé de bronze en 2005 et 2019. Champion d'Europe masculin de handball 2006, 2010 et 2014 puis médaillé de bronze en 2008 et 2018. Vainqueur des Ligues des champions 2003, 2007 et 2015. (324 sélections avec l'Équipe de France).
  - Sébastien Turgot, cycliste sur route français.
- 1985 :
  - William Clarke, cycliste sur route australien.
  - Sean Marshall, basketteur américain.
  - Sulliman Mazadou, footballeur nigérien, 6 sélections en équipe nationale.
- 1986 :
  - Ales Fabjan, volleyeur slovène.
  - Lena Schöneborn, pentathlète allemande. Championne olympique individuelle aux Jeux de Pékin 2008, championne du monde de pentathlon moderne en relais 2005, 2012 et 2016, championne du monde de pentathlon moderne par équipes 2009 et 2011 puis championne du monde de pentathlon moderne en individuelle 2015, championne d'Europe de pentathlon moderne par équipes 2010, championne d'Europe de pentathlon moderne individuelle et médaillée d'argent en relais et par équipes 2011, championne d'Europe de pentathlon moderne individuelle et par équipes puis médaillée d'argent en relais 2014, championne d'Europe de pentathlon moderne en relais 2015 et 2017.
  - Ramon Sessions, basketteur américain.
- 1988 :
  - Ciaran O'Lionaird, athlète de demi-fond irlandais.
- 1990 :
  - Kankou Coulibaly, basketteuse malienne.
- 1991 :
  - Thiago Alcántara, footballeur brésilo-espagnol. Vainqueur de la Ligue des champions 2011, 20 sélections avec l'équipe d'Espagne.
  - James Magnussen, nageur australien. Médaillé d'argent du 100 m nage libre et médaillé de bronze du relais 4 × 100 m 4 nages aux Jeux de Londres 2012 et médaillé de bronze du relais 4 × 100 m nage libre aux Jeux de Rio 2016, champion du monde de natation du 100 m nage libre et du relais 4 × 100 m nage libre 2011 et champion du monde de natation du 100 m nage libre 2013.
  - James Roberts, nageur australien. Médaillé de bronze du relais 4 × 100 m nage libre aux Jeux de Rio 2016, champion du monde de natation du relais 4 × 100 m nage libre 2011.
  - Tierra Ruffin-Pratt, basketteuse américaine
- 1992 :
  - Xavier Tanguy, rink hockeyeur français.
- 1993 :
  - Ayşən Abduləzimova, volleyeuse azerbaïdjanaise, 48 sélections en équipe nationale.
  - Florin Andone, footballeur roumano-espagnol, 11 sélections en équipe de Roumanie.
  - Amedeo Della Valle, basketteur italien. Vainqueur de l'EuroChallenge 2014, 36 sélections en équipe nationale.
  - Jack Nowell, joueur de rugby à XV anglais. Vainqueur du Grand chelem 2016. (21 sélections en équipe nationale).
- 1994 :
  - Bruno Armirail, cycliste sur route français.
  - Ronan Chambord, joueur de rugby à XV français.
  - Marius Lundemo, footballeur norvégien.
- 1995 :
  - Marvin René, athlète de sprint français. Médaillé d'argent du relais 4 × 100 m aux CE d'athlétisme 2016.
- 1996 :
  - Dele Alli, footballeur anglais.
  - Patrick Burner, footballeur français.
- 1997 :
  - Suat Serdar, footballeur germano-turc. (4 sélections avec l'équipe d'Allemagne).
- 2000 :
  - Loïc Badé, footballeur français.

### XXIesiècle
- 2001 :
  - Alen Skribek, footballeur hongrois.
  - Manuel Ugarte, footballeur uruguayen. (18 sélections en équipe nationale).

## Décès

### XXesièclede1901à1950
- 1923 :
  - Fred Shinton  , à 40 ans, footballeur anglais, (° 7 février 1883).

### XXesièclede1951à2000
- 1953 :
  - Kid Nichols , à 83 ans, joueur de baseball américain, (° 14 septembre 1869).
- 1962 :
  - Sven Landberg , à 73 ans, gymnaste suédois. Champion olympique du concours général par équipes aux Jeux de Londres 1908 et champion olympique du système suédois par équipes aux Jeux de Stockholm 1912, (° 6 décembre 1888).
- 1985 :
  - John Francis Ahearne  , à 84 ans, entraîneur de hockey sur glace puis dirigeant irlando-britannique. Président de la FIHG de 1957 à 1960 puis de 1963 à 1966 et de 1969 à 1975, (° 19 novembre 1900).
- 1986 :
  - Stanislav Jungwirth , à 55 ans, athlète de demi-fond tchécoslovaque. Détenteur du Record du monde du 1 500 mètres du 12 juillet 1957 au 28 août 1958, (° 15 août 1930).
- 1990 :
  - Harold Ballard , à 86 ans, dirigeant sportif de hockey sur glace canadien, (° 30 juillet 1903).

### XXIesiècle
- 2005 :
  - Lucien Laurent, à 97 ans, footballeur puis entraîneur français. Dix sélections en équipe de France, (° 10 décembre 1907).
- 2008 :
  - Claude Abbes, à 80 ans, footballeur français. Neuf sélections en équipe de France, (° 24 mai 1927).
- 2010 :
  - Jean Boiteux, à 76 ans, nageur français. Champion olympique du 400 m nage libre et médaillé de bronze du relais 4 × 200 m nage libre aux Jeux d'Helsinki 1952, (° 20 juin 1933).
- 2012 :
  - Gustaf Jansson, à 90 ans, athlète de fond suédois. Médaillé de bronze du marathon aux Jeux d'Helsinki 1952, (° 5 janvier 1922).
- 2019 :
  - Can Bartu, 83 ans, footballeur turc. (26 sélections en équipe nationale). (° 31 janvier 1936).
  - Scott Sanderson, 62 ans, joueur de baseball américain. (° 22 juillet 1956).